# Viana Barzan Mikkelsen

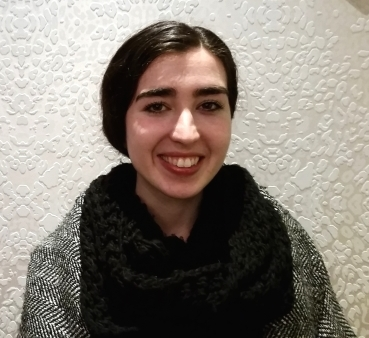
Viana Barzan Mikkelsen är en svensk dokumentärfilmare

Viana Barzan Mikkelsen, född 21 februari 1990 i Göteborg, är en svensk dokumentärfilmare och skådespelare. Hon har studerat dokumentärfilm på Biskops Arnö och Angereds teaterskola. Hon har arbetat som lärare i dokumentärfilm på Biskops Arnö och reporter på Uppdrag Granskning på Sveriges Television. Viana Barzan Mikkelsen har mottagit pris för sin dokumentärfilm Det här är min familj i tungviktsklassen på Frame filmfestival 2014 och i The Wift and Shoot & Post award. År 2015 vann hon och Ylva Henriksson pris för dokumentärfilmen I 90 graders värme som har sänts på Sveriges Television. 2017 deltog hon som skådespelare i teaterföreställningen Alexandras Odyssé  på Göteborgs stadsteater. 